# Autofelláció

Autofelláció

Az autofelláció, más kifejezésekkel orális önkielégítés, vagy önszopás a férfi önkielégítés egyik módja, olyan szexuális tevékenység, amikor egy férfi a saját szájával izgatja a nemi szervét. Ez a szexuális tevékenység egyes állatoknál is megfigyelhető.
Az autofelláció már az egyiptomi mitológiából is ismert.
Autofellációra a férfiaknak csak igen kis hányada képes. Alfred Kinsey szexológus vizsgálatai szerint a férfiak 1%-a képes elérni a szájával a saját péniszét, és ezer férfiből mindössze három alkalmas autofellációra. Ehhez kellően hajlékonynak kell lenni és megfelelően hosszú hímvesszővel kell rendelkezni. Az autofelláció elérésében a pozíció is számíthat. Hanyatt fekve és a törzset, lábakat hátrahajlítva a gravitáció is segít abban, hogy a hímvessző a száj közelébe kerüljön. Sok férfi a szájával eléri ugyan a hímvessző végét, de a makkot nem tudja a szájába venni és nem képes tényleges fellációra. Az autofelláció rendszerint együtt jár az ondó saját szájba engedésével.
Az autofelláció gyakorlata pornófilmekben is előfordul, de ritka, mivel a filmek szereplőinek is csak kis része képes erre. Az autofelláció egyesek szerint homoerotikus tevékenység, mások szerint az önkielégítés egy ritkább formája.

## Veszélyek
Az autofelláció erőltetése a végrehajtásának feltételei (hajlékonyság, hosszú pénisz) hiányában gerinc- és ízületi sérüléseket okozhat.